# Alexandru Bernardazzi
Alexandru Bernardazzi (în rusă  Александр Осипович (Иосифович) Бернардацци; n. 2 iulie 1831 – d. 14 (26) august 1907) a fost un arhitect rus de origine italiano-elevețiană, membru al Asociației arhitecților din Sankt Petersburg. 

## Date biografice

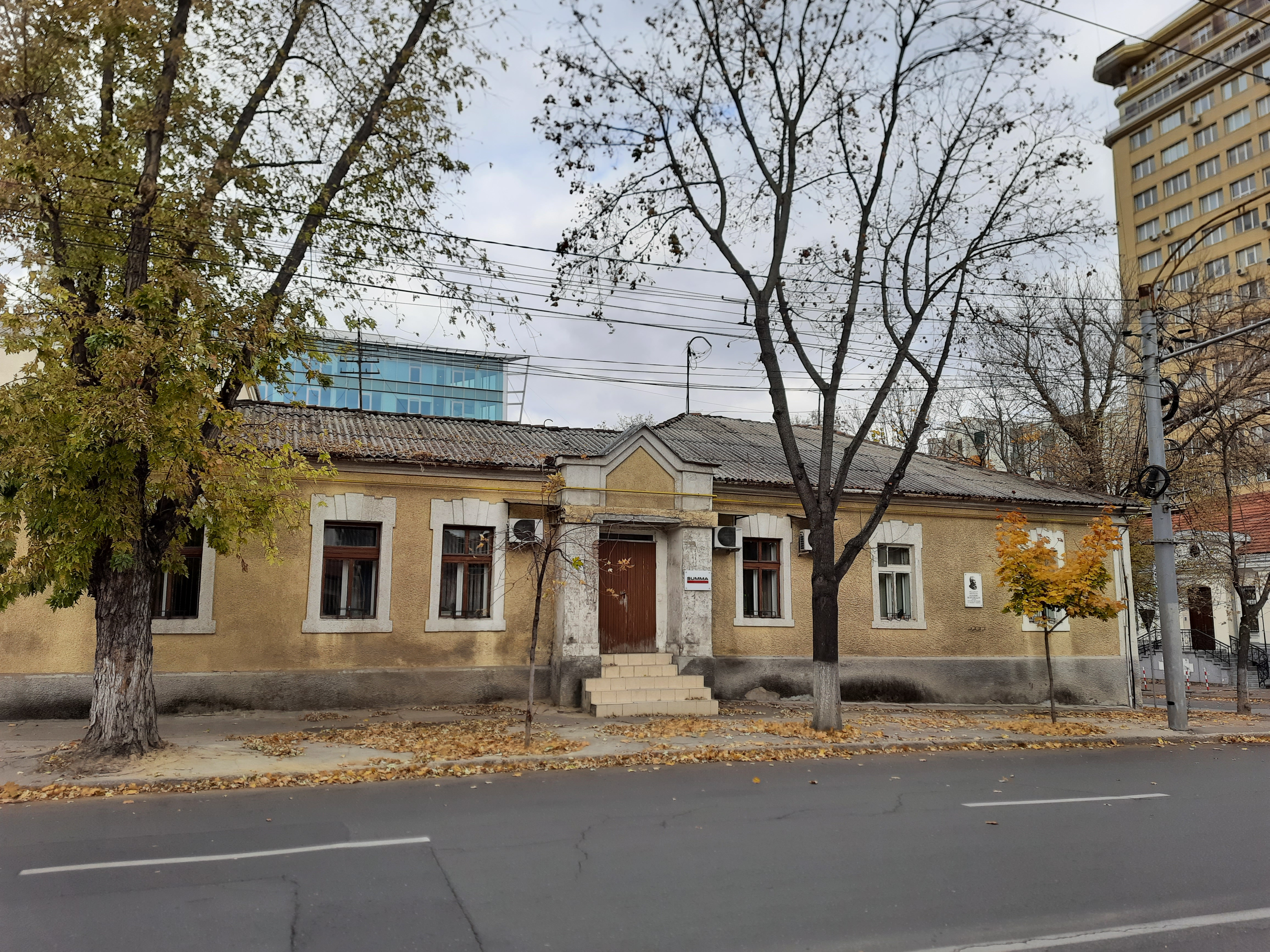
Casa arhitectului din Chișinău.

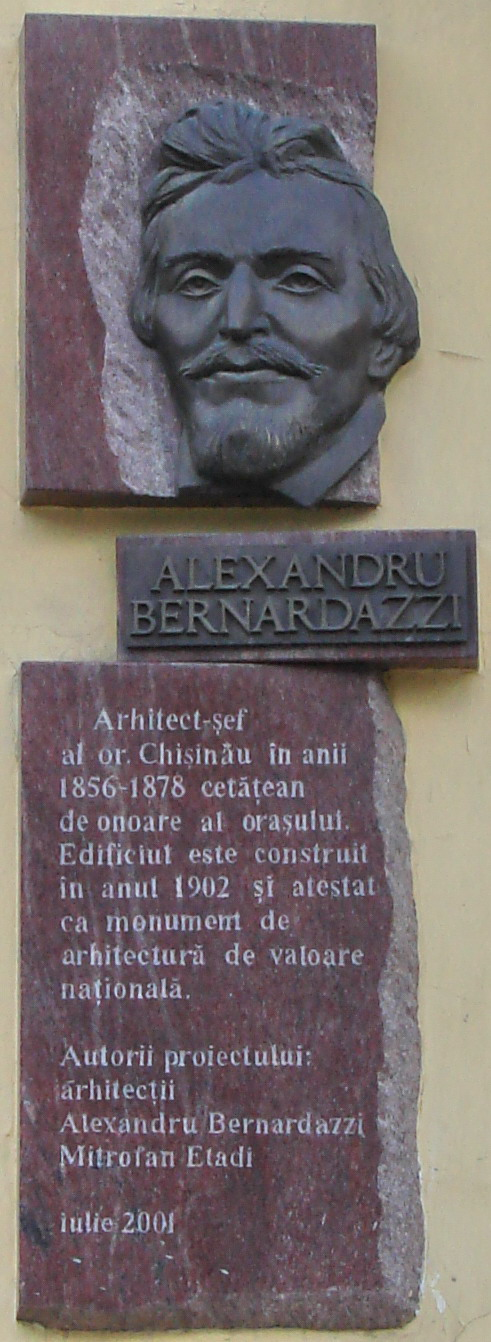
Placa instalată pe clădirea primăriei din Chişinău, în memoria lui Bernardazzi.

Alexandru Bernardazzi s-a născut în Piatigorsk în anul 1831, fiind fiul arhitectului elvețian Giuseppe Bernardazzi, cel care a construit orașul Piatigorsk. Dinastia Bernardazzi, originară din Pambio (actualul canton elvețian Ticino), s-a stabilit în sudul Rusiei pe timpul împăratului Alexandru I.
În 1843 a fost repartizat la Institutul de Construcții din cadrul Universității de Stat de Arhitectură și Construcții din Sankt Petersburg, la absolvire obținând titlul de ajutor de arhitect. Din 1850 a fost numit într-o funcție tehnică în cadrul comisiei pentru construcții și drumuri din gubernia Basarabia. Între 1856–1878 a fost arhitectul Chișinăului. În 1875 devine cetățean de onoare al Chișinăului.
În 1878 se mută la Odesa, dar continuă sa proiecteze și pentru Basarabia. Ulterior lucrează la Universitatea din Novorossiisk.
Moare în timpul unei deplasări la Fastov (lângă Kiev). Potrivit testamentului, a fost înmormântat la Chișinău, alături de mama sa.

## Construcții
Bernardazzi a lucrat la amenajarea Chișinăului, ocupându-se de trasarea și pavarea străzilor, în anii 1850–60 a proiectat și a construit conducta orășenească de apă. A participat la amenajarea parcului orășenesc (azi, Parcul „Ștefan cel Mare”). Bernardazzi a avut circa 30 de proiecte în Chișinău, între care:
- Clădirea dumei orășenești (actualmente Clădirea primăriei municipiului Chișinău)
- Clădirea gimnaziului de fete „Principesa N. Dadiani”
- Clădirea parohiei luterane
- Clădirea capelei gimnaziului de fete (în prezent Biserica Sfânta Teodora de la Sihla)
- Clădirea clubului nobiliar
- Clădirea judecătoriei
- Turnul de apă
- Biserica Sfântul Pantelimon
- Biserica Armenească (restaurare)

În afara de cele menționate, Bernardazzi a proiectat capela catolică, stațiile căii ferate Tighina–Galați, porturi militare pe Dunăre (în apropiere de Reni), a participat la lucrările efectuate la cetatea Tighina, a proiectat poduri peste Nistru și Dunăre și biserica mănăstirii Noul Neamț de la Chițcani.
Obiective importante au fost proiectate și construite de Bernardazzi și la Odesa si Eupatoria.

## Galerie de imagini

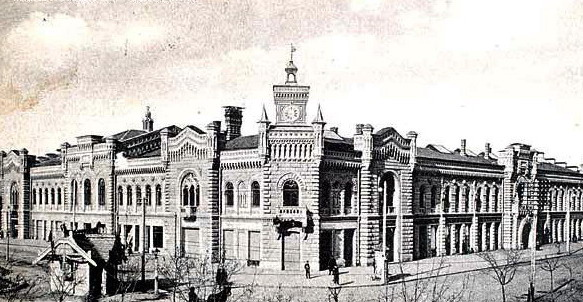
Clădirea primăriei municipiului Chișinău
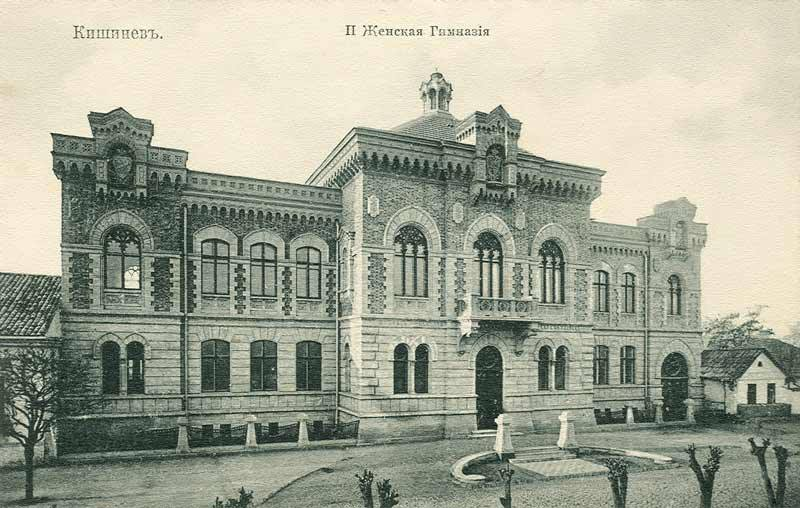
Clădirea gimnaziului de fete „Principesa N. Dadiani”
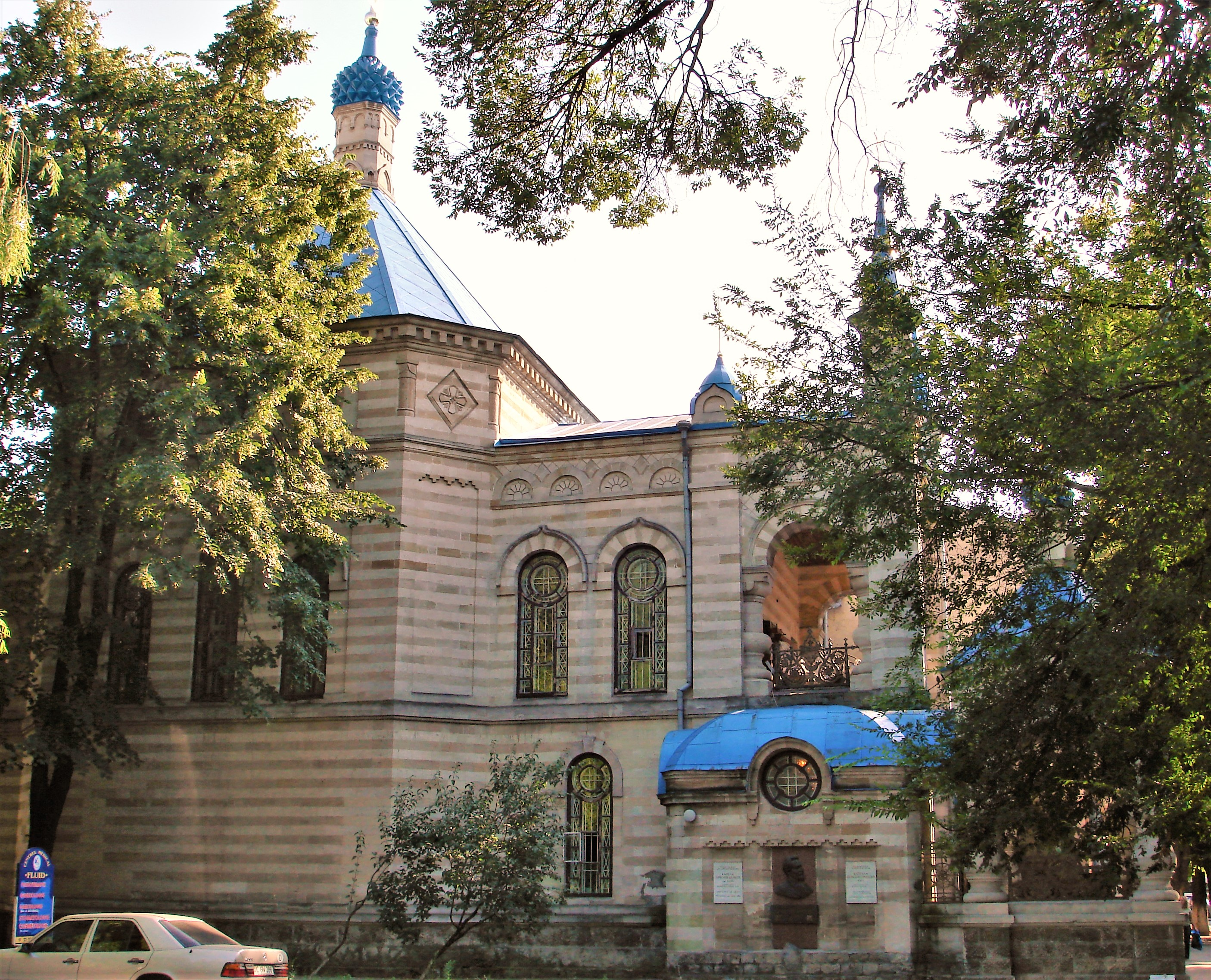
Biserica Sfânta Teodora de la Sihla
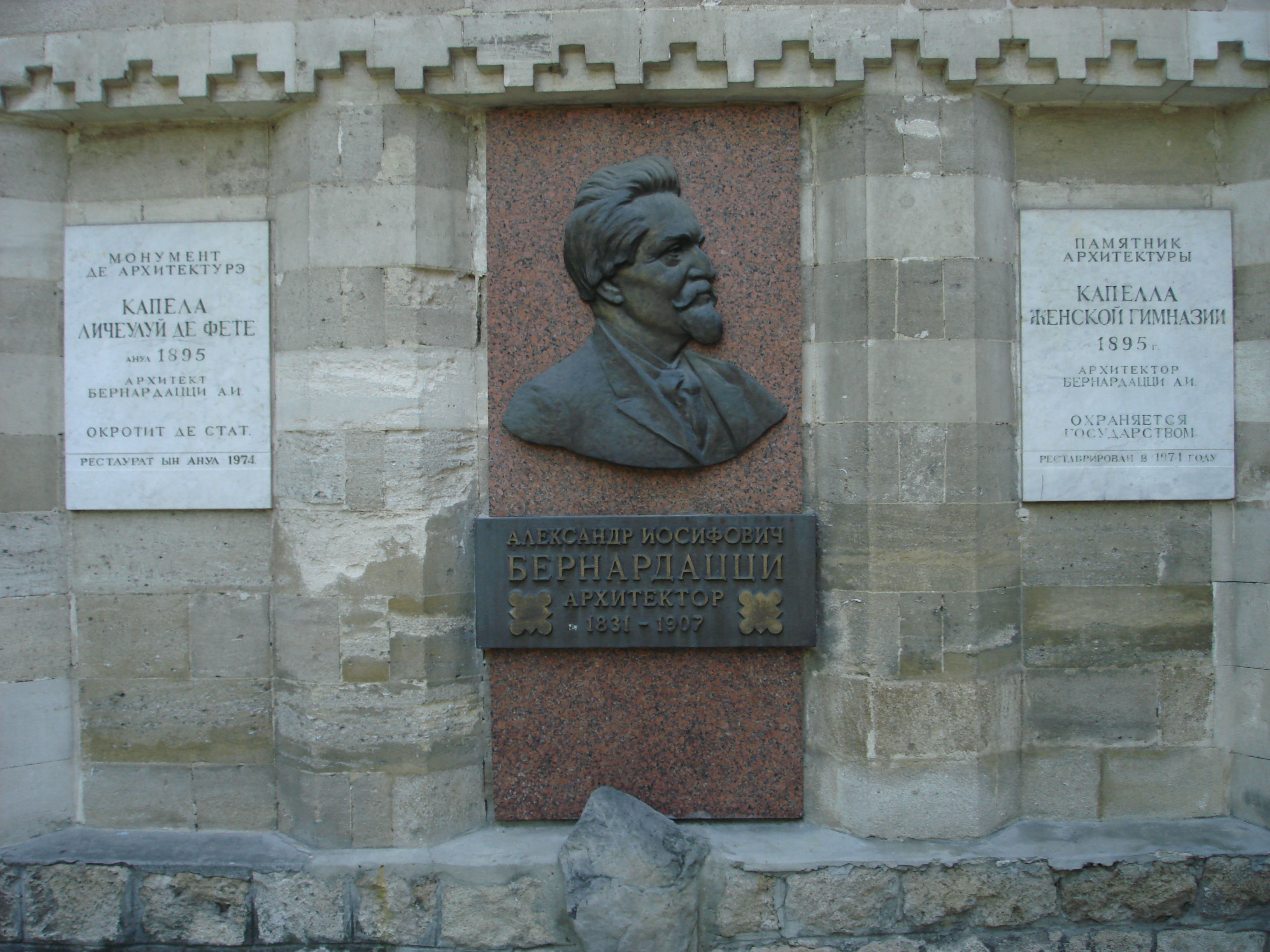
Placa de pe Biserica Sfânta Teodora de la Sihla (anterior, capela gimnaziului de fete)
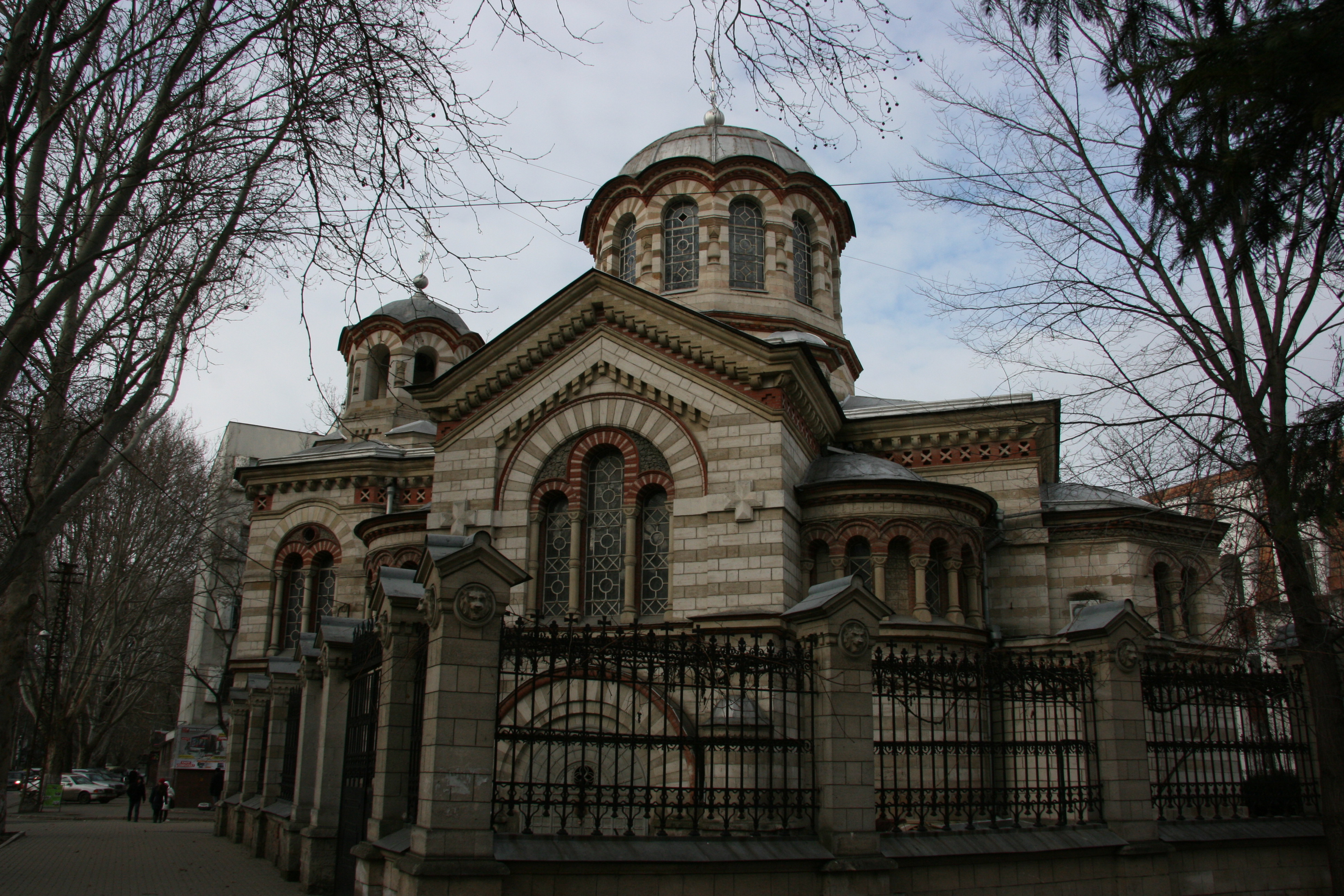
Biserica Sfântul Pantelimon
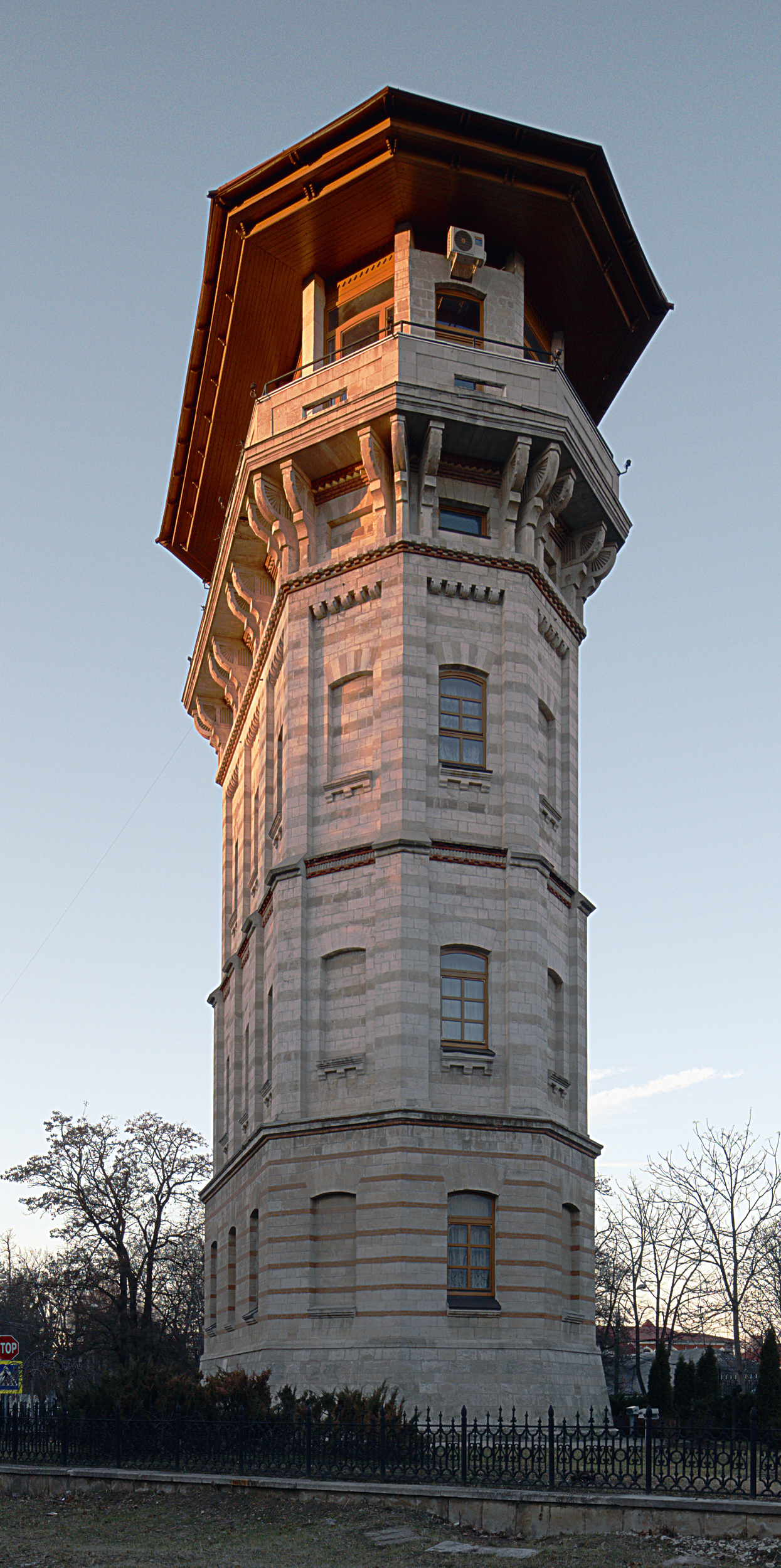
Turnul de apă